# Armenia / El Eden
Armenia / El Eden är en flygplats i Colombia. Den ligger i den centrala delen av landet, 190 km väster om huvudstaden Bogotá. Armenia / El Eden ligger 1 216 meter över havet.
Terrängen runt Armenia / El Eden är kuperad åt sydost, men åt nordväst är den platt. Runt Armenia / El Eden är det tätbefolkat, med 982 invånare per kvadratkilometer. Närmaste större samhälle är Armenia, 13,0 km nordost om Armenia / El Eden. Omgivningarna runt Armenia / El Eden är en mosaik av jordbruksmark och naturlig växtlighet.